# Mehmed IV.
Mehmed IV. (2. siječnja 1642. – 6. siječnja 1693.), osmanski sultan
Mehmed IV. postaje sultan 8. kolovoza 1648. godine nakon što je njegov otac Ibrahim I. ubijen u krvavom puču.
Većinu svoga slobodnog vremena on provodi u lovu zbog čega dobiva nadimak lovac. Ako gledamo njegovu vladavinu ne obazirući se na posljednjih 5 godina on bi bio jedan od najuspješnijih sultana svih vremena. Poslije Turskog osvajanja Krete, Venecija je prisiljena u potpunosti napustiti Egejsko more prepuštajući ga Turcima. Sličnu sudbinu samo na drugim područjima doživljavaju Transilvanija i Poljska u ratovim koji slijede. Previše uvjeren tada u svoju nepobjedivost, i u superiornost Turske države on objavljuje rat Austriji.
Sama ideja o ratu nije niti bila njegova nego do rata dolazi u znak potpore mađarskim pobunjenicima protiv austrijske vlasti.
Poraz kod Beča 1683. godine zajedno s još nekoliko drugih koji uskoro slijede dovodi do puča koji ga smjenjuje 1687. godine.
Naslijedio ga je brat Sulejman II.
| Prethodnik: | Vladar Osmanskog Carstva (1648. – 1687.) | Nasljednik:  |
| Ibrahim I.  | Vladar Osmanskog Carstva (1648. – 1687.) | Sulejman II. |